# Maurice Williams (football américain)
(en) Statistiques sur pro-football-reference
Maurice Carlos Williams (né le 26 janvier 1979 à Detroit dans le Michigan) est un joueur professionnel américain de football américain qui évoluait au poste de offensive tackle et guard dans la National Football League (NFL).
Il est sélectionné par les Jaguars de Jacksonville au deuxième tour de la draft 2001 de la NFL. Il a joué au football universitaire pour les Wolverines de l'université du Michigan.

## Biographie

### Carrière universitaire
Williams a joué comme titulaire lors de ses matchs comme senior, durant la saison 2000, avec les Wolverines de l'Université du Michigan, après avoir joué en tant que réserviste pendant deux ans. Il joue dans le Citrus Bowl et est un all-Big Ten Conference en tant que senior en 2000.

### Carrière professionnelle

#### Jaguars de Jacksonville
Williams est sélectionné au deuxième tour (43e choix au total) de la draft 2001 de la NFL par les Jaguars de Jacksonville. Lors de la saison 2007, Williams dispute deux matchs comme left tackle, et huit matchs comme right guard. Pour 2008, il est prévu qu'il joue comme guard à la droite pour l'ensemble de la saison, mais il se blesse lors du premier match de la saison et rate le reste de la saison. Le 5 décembre 2009, il est libéré par les Jaguars.

#### Broncos de Denver
Le 6 mai 2010, il signe avec les Broncos de Denver, mais est libéré le 4 juin.